# Soltis Lajos
Soltis Lajos (Kavilló, 1950. május 20. – Siófok, 2000. november 22.) vajdasági magyar színész, rendező, író.

## Életpálya
A topolyai gimnáziumban érettségizett. Ösztöndíjasként 1973-ban végzett a Színház- és Filmművészeti Főiskolán, Vámos László osztályában. 1971-ben főiskolásként szerepelt a Huszonötödik Színházban, Hernádi Gyula  és Jancsó Miklós: Fényes szelek című darabjában. 
Diplomás színészként pályája a Szabadkai Népszínházban indult. 1975–76-ban és 1980–1989 között az Újvidéki Színház tagja volt. A két színházi szerződés között az Újvidéki Rádió színtársulatában dolgozott. Évekig rendezett az Újvidéki Televízióban és a Tanyaszínházban, melynek egyik alapítója és vezéregyénisége volt. A magyarországi amatőr színjátszás meghatározó személyiségeként a bagi Műhelyfesztiválon ismerkedett meg a Sitkei Színkör színjátszóival. Később ennek az alternatív társulatnak lett az alapítója és művészeti vezetője. 1987 óta Pataki László asszisztenseként, színészmesterséget tanított az Újvidéki Művészeti Akadémián.
1990-től az egri Gárdonyi Géza Színház, 1994-től haláláig a Veszprémi Petőfi Színház művésze volt, és amatőrrendezői tanfolyamokon tanított is. 1998-ban vendégként játszott a Merlin Színházban. 2000 augusztusában a Zsámbéki Nyári Színházban, októberében a szolnoki Szigligeti Színházban szerepelt. Több előadást rendezett az Újvidéki Színházban, és vendégként rendezett Zalaegerszegen és Sepsiszentgyörgyön is. 
Autóbalesetben, utasként vesztette életét, 2000. november 22-én, Siófokon. Halála után a sitkei társulat felvette a nevét, 2001-től Celldömölkön működik a Soltis Lajos Színház. Drámát is írt A kétfülűek balladája címmel.

## Főbb színházi szerepei
- Anton Pavlovics Csehov: Három nővér... Andrej; Szoljonij
- Anton Pavlovics Csehov: Cseresznyéskert... Lopahin
- Anton Pavlovics Csehov: Ványa bácsi... Asztrov
- Mihail Afanaszjevics Bulgakov: Iván, a rettentő... Zsorzs Miloszlavszkij
- Samuel Beckett: Godot-ra várva... Estragon; Pozzo
- William Shakespeare: Vízkereszt vagy amit akartok... Antonio, tengerészkapitány; Böffen Tóbiás
- William Shakespeare: Ahogy tetszik... Frigyes
- William Shakespeare: IV. Henrik... Falstaff
- William Shakespeare: Hamlet... Claudius, Dánia királya
- Molière: Don Juan... Koldus
- Molière: Kényeskedők... 1. Gyaloghintós
- Molière : Játsszunk Moliére-t... Vrécourt; Ariste
- Carlo Goldoni: A chioggiai csetepaté... Beppe, Toni öccse
- Johann Wolfgang von Goethe - D. Drašarova: Clavigo... Pierre
- George Bernard Shaw: Warrenné mestersége... Gardner tiszteletes
- Eugene O’Neill: Boldogtalan hold... Phil Hogan, Josie apja
- Tennessee Williams: A vágy villamosa... Steve Hubbel
- Bertolt Brecht: Koldusopera... Tojás Ede
- Bertolt Brecht: Baal... Baal
- Friedrich Dürrenmatt: Az öreg hölgy látogatása... Polgármester
- Georges Feydeau: Bolha a fülbe... Augustin Ferraillon
- Sławomir Mrożek: Tangó... Edek
- Sławomir Mrożek: Ház a határon... Én
- Georg Büchner: Leonce és Léna... Valerio, Leó barátja
- Ruzante: A csapodár madárka... Ruzante
- Stanislaw Ignacy Witkiewicz: Egy kis udvarházban... Némileg Diapanáz
- Jevgenyij Lvovics Svarc: A sárkány... Sárkány
- Mitch Leigh – Joe Darion – Dale Wasserman: La Mancha lovagja... Sancho
- Petőfi Sándor: A helység kalapácsa... Fejenagy
- Csiky Gergely: Mukányi... Szeredi Ödön
- Nóti Károly: Nyitott ablak... Polgármester
- Katona József: A királynét megölni nem kell félnetek? (Bánk bán)... Myska bán, a királyfiak nevelője
- Molnár Ferenc: Játék a kastélyban... Gál
- Kosztolányi Dezső: Édes Anna... Moviszter doktor
- Örkény István: Forgatókönyv... A Mester
- Örkény István: Tóték... Tót
- Weöres Sándor: A holdbeli csónakos... Vitéz László
- Németh László: Bodnárné... Bodnár
- Hamvai Kornél: Márton partjelző fázik... Miholka
- Görgey Gábor: Komámasszony, hol a stukker?... Cuki, az alvilágból
- Szigethy András: Kegyelem... Rákosi Mátyás
- Gosztonyi János: Kabaré Hungária - a pesti kabaré története... Dodó; Potentát; Harmadik hang
- Hernádi Gyula – Jancsó Miklós: Fényes szelek... szereplő
- Deák Ferenc: Nirvána... Csontos Miki
- Kopeczky László: A színész és a halál... Urai
- Kopecky László: Kádár Kata... Orczy Balázs
- Herceg János: A bohóc... Lovász; Szakállas
- Majtényi Mihály: Harmadik ablak... Bódog
- B. Turán Róbert: Madarak röpte... Achilleusz
- Fehér Kálmán: Látomásnak ajtót nyitni... szereplő
- Varga Zoltán: Búcsú... Sándor
- Gion Nándor: Ezen az oldalon... Romoda
- Alfi Kabiljo – Milan Grgić: Jalta, Jalta... Grisa
- Tom Jones: Fantasztikus... El Gallo, narrátor
- Tone Partljic: Apám, a szocialista kulák... Apa
- Leonard Gershe: A pillangók szabadok... Ralph Austin
- Miroslav Krleža: Golgota... Klement
- Branislav Nušić: A megboldogult... Pavle Marić
- Jordan Plevneš: "R"... Makszim Bordszki
- Drago Jančar: Godot-ra lesve... Jozef

## Főbb színházi rendezései
- Vörösmarty Mihály: Csongor és Tünde
- Kopeczki Lajos: Kádár Kata (Újvidéki Színház)
- Tom Jones: Szemfényvesztők (Újvidéki Színház)
- Bertolt Brecht: Kurázsi mama (Újvidéki Színház)
- Plautus: Amphitruo (Újvidéki Színház)
- Hans Sachs: A lovag meg az ibolya (Kocsiszínház)
- Hans Sachs: A furfangos kerítőnő (Kocsiszínház)
- Ruzante: A csapodár madárka (Kocsiszínház)
- Müller Péter: Szomorú vasárnap (Újvidéki Színház)
- Tersánszky Józsi Jenő: Kakuk Marci (Újvidéki Színház) (Sepsiszentgyörgyi Tamási Áron Színház)
- George Orwell: Állatfarm
- Solténszky Tibor – Fazekas Mihály – Móricz Zsigmond: Lúdas Matyi (Gárdonyi Géza Színház, Eger)
- Méhes Károly: Godó, te árva (Hevesi Sándor Színház, Zalaegerszeg)
- Görgey Gábor: Fejek Ferdinándnak (Újvidéki Színház)
- Gobby Fehér Gyula: A hajó (Újvidéki Színház)
- Nicolaj Aldo: Hárman a padon (Újvidéki Színház)

## Drámája
- A kétfülűek balladája

## Filmek, tv
- Parlag (jugoszláv film, 1974)

## Emlékezete
Róla nevezték el 2001-ben a celldömölki Soltis Lajos Színházat.